# Continu variabele transmissie
Continu variabele transmissie, afkorting CVT, is een verzamelnaam voor diverse systemen van krachtsoverbrenging die een traploze variatie tussen het ingangs- en uitgangstoerental mogelijk maken.

## Basisprincipes
- Mechanische CVT: Het koppel wordt via wrijving overgebracht. Dit is het meest gebruikte systeem en kent ook het hoogste rendement.
- Elektrische CVT: Het koppel wordt overgebracht door omzettingen van kinetische naar elektrische energie, en terug. Het wordt onder andere gebruikt in diesel-elektrische locomotieven en in hybride auto's. Zie →dieselelektrische aandrijving en E-bikes.
- Hydraulische CVT: Het koppel wordt overgebracht via druk of stroming van vloeistof. Men spreekt wel van dieselhydraulische aandrijving, die 'hydrostatisch' kan zijn (voor voertuigen waar hydrauliek voorhanden is zoals landbouwvoertuigen) dan wel als vloeistofkoppeling of koppelomvormer bij bijvoorbeeld diesellocomotieven.

## Enkele uitvoeringsvormen van de mechanische CVT

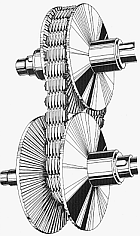
Een kettingvariator.

Principe van een variator

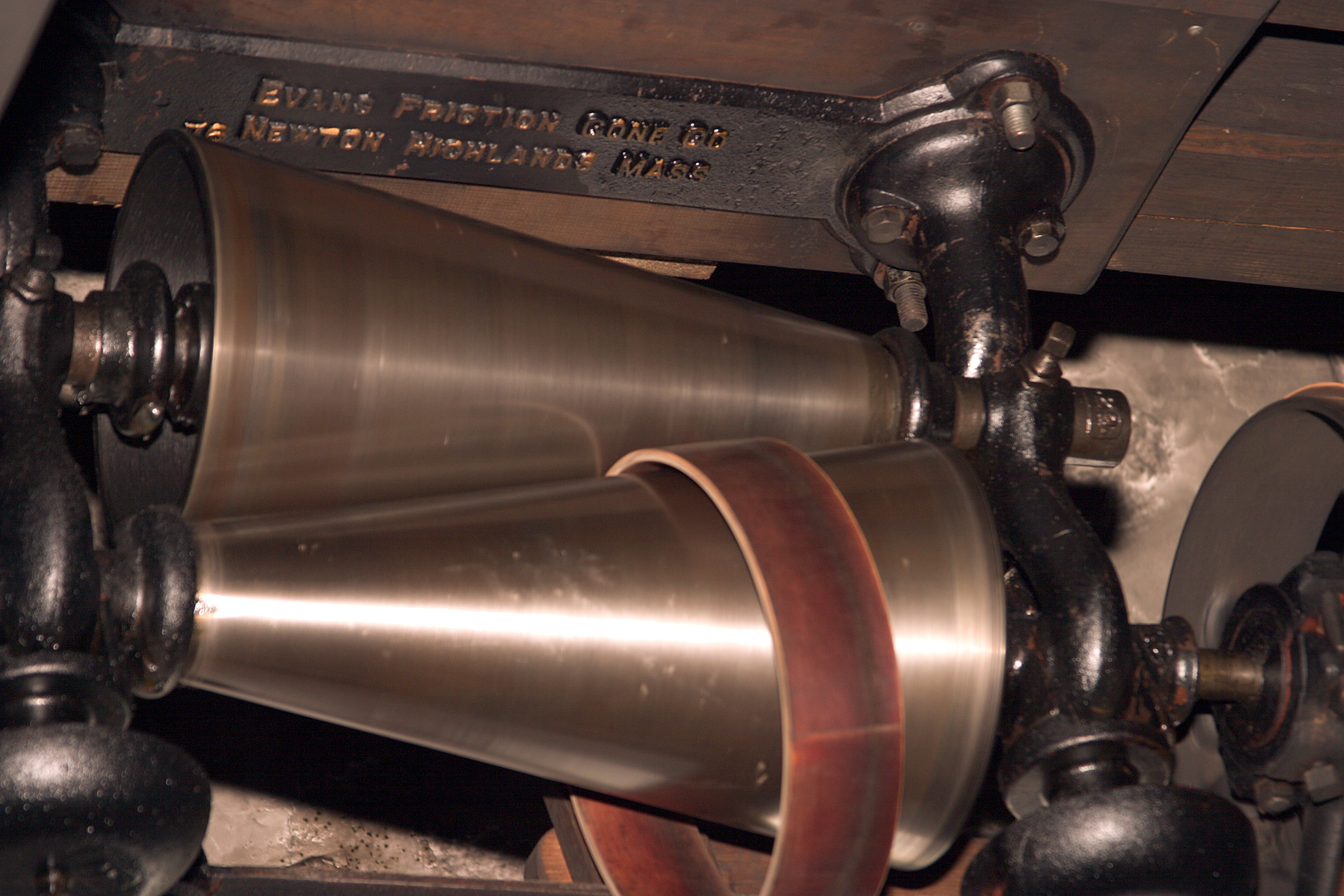

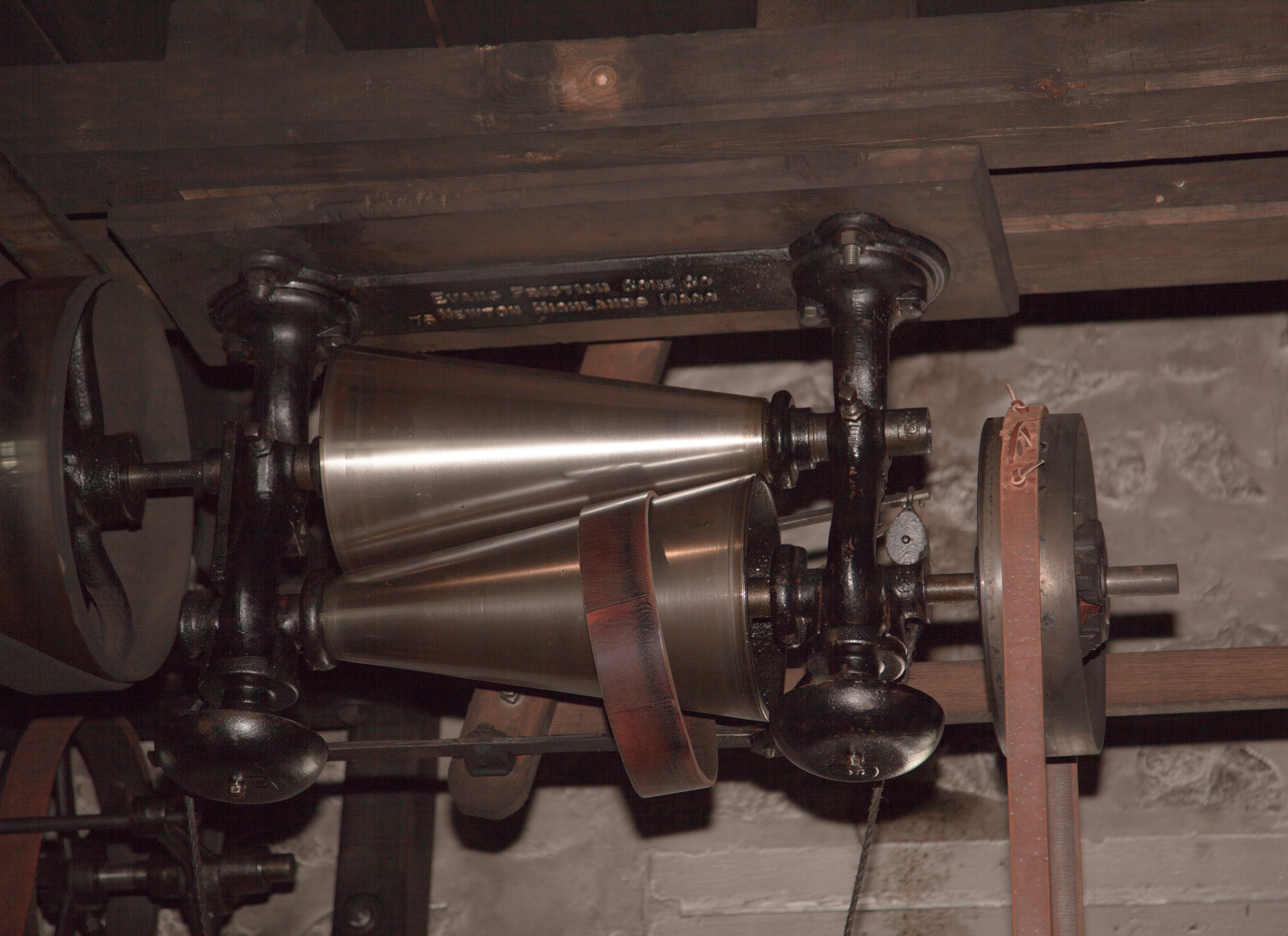
Evans friction cone

- Vezelversterkte rubberriem op verschuifbare conische poelies:
  - Variomatic: Ontworpen door Hub van Doorne voor DAF en gebruikt in alle DAF personenauto-modellen, later ook gebruikt door Volvo in de VOLVO 66 en 340.
  - Scooter-Variomatic: een simpeler uitvoering van de DAF variomatic.

- Duwband op verschuifbare conische poelies:
  - Duwband-CVT: doorontwikkeling door Hub van Doorne's medewerker ir Hemmo Ludoph, van de technologie van de DAF variomatic, waarbij de rubberriem vervangen is door een 'duwband'. Deze duwband bestaat uit twee rijen van dunne ringen van flexibel metaal, waar een groot aantal 'plaatjes' tussen zit. De ringen zorgen dat de plaatjes netjes op een rij blijven liggen wanneer de duwband aangespannen wordt. De kracht wordt vervolgens overgebracht door de plaatjes zelf.
  - ECVT (Electronically controlled Continuously Variable Transmission"): Duwband-CVT van Subaru, (de auto kruipt niet[1] maar schokt wel als je gas geeft), die werd gebruikt in de Justy ECVT/4WD ECVT en Vivio ECVT. Ook gebruikt door Fiat, in de vroegere Panda en Punto en door Lancia in de vroegere Ypsilon.

De CVT, met een hydraulische koppeling (waarbij de auto kan kruipen), wordt nu gebruikt door tal van autofabrikanten waaronder Mercedes (A en B types), Toyota (o.a. Verso), enz.
De duwband wordt gefabriceerd door VDT in Tilburg (nu eigendom van Bosch). 80% van de productie wordt gebruikt in Japanse auto's.
Een bekende speler in Europa hiervan is Punch Powertrain (Sint-Truiden en Nanjing) die de grootste onafhankelijke CVT bouwer wereldwijd is.
- Formule 1 CVT: Unieke versie van de variomatic, speciaal ontwikkeld voor het Williams-Renault Formule 1 team. Deze CVT werd direct verboden door de FIA vanwege de opmerkelijke resultaten die met een CVT bereikt kunnen worden. Dit werd gezien als een te grote stap ten opzichte van de concurrentie.
- Ketting op verschuifbare conische poelies

Voorbeeld: Multitronic: Door LuK en Audi ontwikkelde concurrent van de duwband-CVT.
- Vezelversterkte kunststof riem op verschuifbare conische poelies

Voorbeeld: Suzuki Electrically Controlled Variable Transmission variant op de duwband-CVT, gebruikt een kunststof riem in plaats van een duwband.
- Kegelschijven met kogels

Voorbeeld: de NuVinci versnellingsnaaf voor fietsen
- Kegelwiel-transmissie